# Гандива
Гандива (санскр. गाण्डीव, IAST: gāṇḍīva) — божественный лук Арджуны, одного из Пандавов из индуистского эпоса «Махабхарата». Упомянут в Бхагавадгите (например, глава 1 стих 29).
Считается самым крепким и мощным луком из всех, когда-либо сотворённых. Одно из его качеств — абсолютная прочность; лук не может сломаться. Вместе с ним существуют два колчана стрел, и стрелы в этих колчанах никогда не заканчиваются, благодаря чему владелец Гандивы способен выпускать стрелы бесконечно.

## В индуистской мифологии
В индуистской мифологии считается самым крепким и мощным луком из всех, когда-либо сотворённых. Одно из его качеств — абсолютная прочность; лук не может сломаться. Вместе с ним существуют два колчана стрел, и стрелы в этих колчанах никогда не заканчиваются, благодаря чему владелец Гандивы способен выпускать стрелы бесконечно.

## История лука
Воин Арджуна получил этот лук от богов и использовал в битве при Курукшетре.
Далее, неведомый Праджапати (или Индра) передал лук Соме (он же Чандра, бог луны). Сомадева передал лук Варуне, богу моря и вод. Агни, бог огня, хотел сжечь лес Кхандаву, поскольку пожары были его пищей. В лесу жил Такшака, царь змей, который был близким другом Индры, царя богов. Всякий раз, когда Агни пытался сжечь лес, Индра посылал ливни и спасал лес. Впав в отчаяние, Агни обратился за помощью к Арджуне и Кришне. Они согласились помочь Агни и выступить против Индры. Однако они знали, что для битвы с Индрой им понадобится особое оружие. С просьбой об оружии Кришна и Арджуна обратились к самому Агни.
Агни, в свою очередь, обратился к Варуне, который и передал ему Гандиву вместе с чудесными колчанами. Агни предложил лук Арджуне, которого переполняли чувства восторга и волнения — отныне Гандива принадлежал ему. Пользоваться луком было не так-то просто — он проявлял своё могущество лишь в том случае, если его связывали с владельцем крепкие узы приязни.
В Махабхарате говорится, что, хотя у Гандивы было множество владельцев, лук стал частью Арджуны и принадлежал ему так, как никому прежде. Даже в памяти последующих поколений Гандива ассоциируется, главным образом, с Арджуной. Однако после того, как битва на поле Курукшетры завершилась, миссия Гандивы была исчерпана. Агни явился Арджуне и сообщил, что Варуна просит вернуть ему лук, поскольку нынешнему хозяину он больше не нужен. Арджуна вернул лук Варуне, и тот спрятал его в морских глубинах. Говорят, что лук покоится на дне морском до сих пор.
В Махабхарате написано, что Брахма, сотворивший Гандиву, был его обладателем на протяжении 1000 лет; Праджапати владел луком в течение 503 лет, Индра — в течение 85, Чандра — в течение 500, после чего владельцем лука в течение 100 лет был Варуна. Затем лук на протяжении 65 летиспользовал Арджуна. Помимо лука и стрел, Варуна подарил Арджуне колесницу, сделанную Вишвакармой, на флаге которой был изображён Хануман, и белых коней, рождённых в мире гандхарвов. Когда Арджуна сражался с Шивой, то «неистощимый» запас стрел всё же оказался исчерпан. Тогда Арджуна набросился на Шиву, используя в качестве оружия сам лук, но Шива вырвал лук из рук Арджуны. Когда Арджуна посещал небеса, то Индра натянул на Гандиву очень прочную тетиву.
Говорится, что вес Гандивы велик, а длина составляет «таламатру». Переводчики передавали термин «таламатра» по-разному: размером с пальму, длиной с руку, в шесть локтей (локоть — мера длины, равная приблизительно 0,5 м) и т. д. Арджуна был известен как Савьяшачин — «тот, кто способен стрелять из лука с обеих рук». Арджуна дал секретную клятву «Я отрублю голову любому, кто попросит меня отдать лук кому-то другому».